# Podruksza (sielsowiet Dalekie)
Podruksza (biał. Падрукша, Padruksza; ros. Подрукша, Podruksza) – dawna wieś na Białorusi, w obwodzie witebskim, w rejonie brasławskim, w sielsowiecie Dalekie.

## Historia
W latach 1921–1945 wieś i folwark Podruksza leżały w Polsce, w województwie nowogródzkim (od 1926 w województwie wileńskim), w powiecie brasławskim, w gminie Widze.
Według Powszechnego Spisu Ludności z 1921 roku wieś i folwark zamieszkiwało 68 osób, 13 było wyznania rzymskokatolickiego a 55 staroobrzędowego. Jednocześnie wszyscy mieszkańcy zadeklarowali polską przynależność narodową. Było tu 16 budynków mieszkalnych. W 1931 wieś liczyła 18 domów i 85 mieszkańców, a folwark – 1 dom i 9 mieszkańców.
Miejscowość należała do parafii rzymskokatolickiej w Widzach. Podlegała pod Sąd Grodzki w Turmoncie i Okręgowy w Wilnie; właściwy urząd pocztowy mieścił się w Widzach.
W okresie radzieckim miejscowość należała do kołchozu im. I.W. Miczurina.